# Villez-sous-Bailleul
Villez-sous-Bailleul ist eine französische Gemeinde mit 318 Einwohnern (Stand: 1. Januar 2022) im Département Eure in der Region Normandie. Sie gehört zum Arrondissement Les Andelys sowie zum Kanton Pacy-sur-Eure.

## Geografie
Villez-sous-Bailleul liegt etwa 36 Kilometer südsüdöstlich von Rouen. Umgeben wird Villez-sous-Bailleul von den Nachbargemeinden Saint-Pierre-de-Bailleul im Norden und Nordosten, Saint-Étienne-sous-Bailleul im Osten und Nordosten, La Chapelle-Longueville im Süden und Südosten, Sainte-Colombe-près-Vernon im Süden und Südwesten sowie Saint-Aubin-sur-Gaillon im Westen und Nordwesten.

## Bevölkerungsentwicklung
| 1962                      | 1968 | 1975 | 1982 | 1990 | 1999 | 2006 | 2013 |
| ------------------------- | ---- | ---- | ---- | ---- | ---- | ---- | ---- |
| 210                       | 204  | 225  | 225  | 248  | 275  | 312  | 315  |
| Quelle: Cassini und INSEE |      |      |      |      |      |      |      |

## Sehenswürdigkeiten

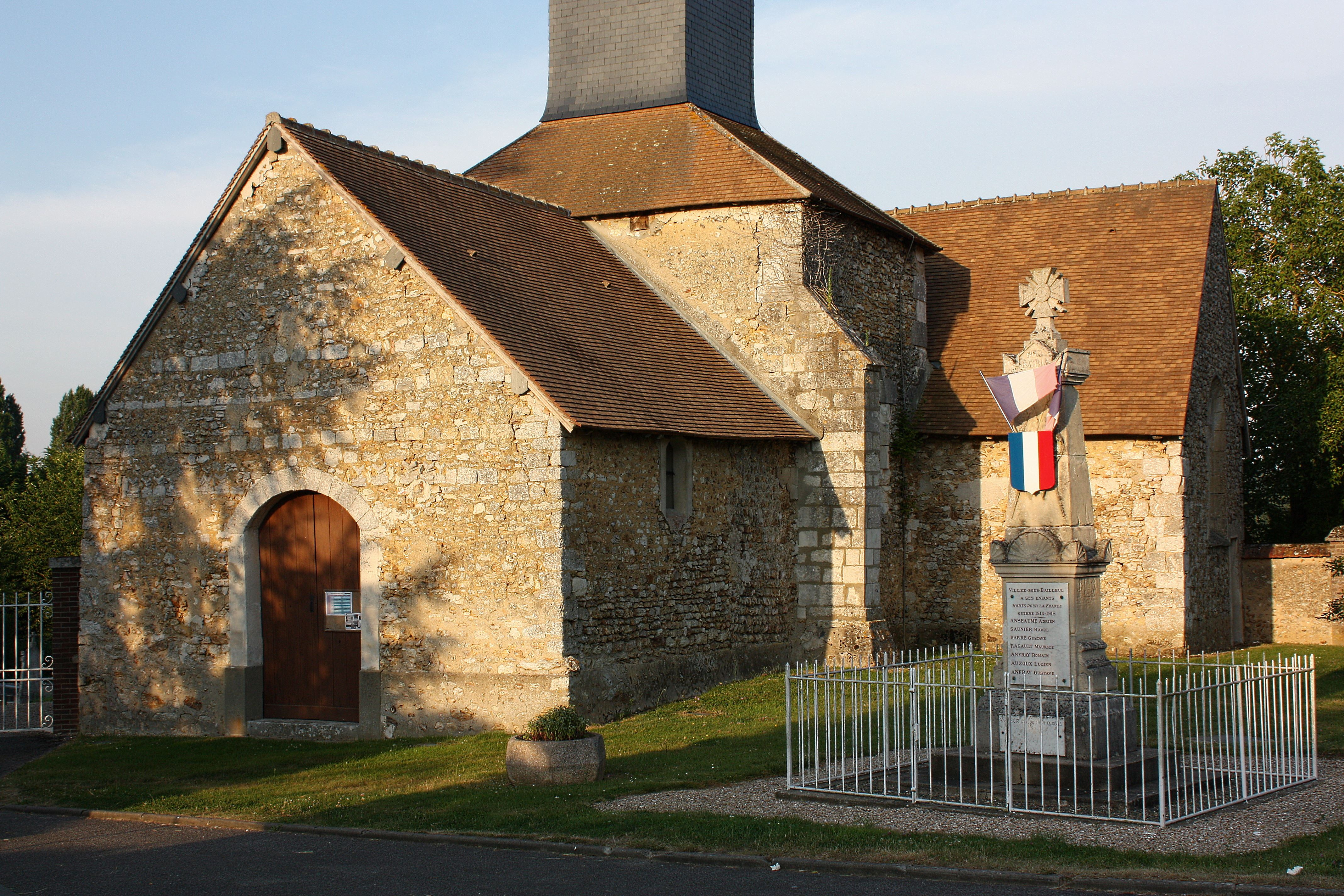
Kirche Saint-Philibert

- Kirche Saint-Philibert